# 三江站 (重庆市)
三江站，位于中华人民共和国重庆市綦江区三江街道，是川黔铁路、涪三铁路上的火车站，由成都铁路局管辖。目前车站每日有一对往来重庆西和遵义5629/5630次一对列车的客运业务，货运仅办理专用线、专用铁路货运业务。车站货源经济吸引区为綦江区及周边乡镇，主要办理发到货物品类为盐、化肥、粮食及非金属矿。车站货场面积2200平方米，仓库面积783平方米。
车站附近不设有公路，车站职工进出需乘坐綦江上的摆渡船。

## 概要
国民政府筹建的綦江铁路猫儿沱至五岔段于1946年6月1日建成通车，并于1947年11月延伸至綦江。同年綦江煤铁开始修建三江至赶水、连接綦江两矿的轻便铁路，但由于财力物力不足，线路仅完成部分路段路基和桥梁设施后便被解放军接收。1950年3月，原綦江铁路在西南工业部的批准下延伸至三江，车站于当年10月建成并通车。之后线路又继续延伸至赶水并成为川黔铁路的一部分。由于当地矿产资源多而交通不便，当时多通过木船或斗车经本站通过铁路外运，因此铁道部之后又修建了本站至万盛的支线:310,311。
川黔铁路开工后，由于原綦江铁路线路标准低，铁路部门在对既有綦江铁路和三万南铁路（现涪三铁路）进行改造的同时，迁建了三江站，于1959年建成通车:311,319。1967年5月，车站建成往重钢四厂的专用线，长6.4千米:322；此外车站还设有一条通往中央储备粮綦江直属库的专用线。

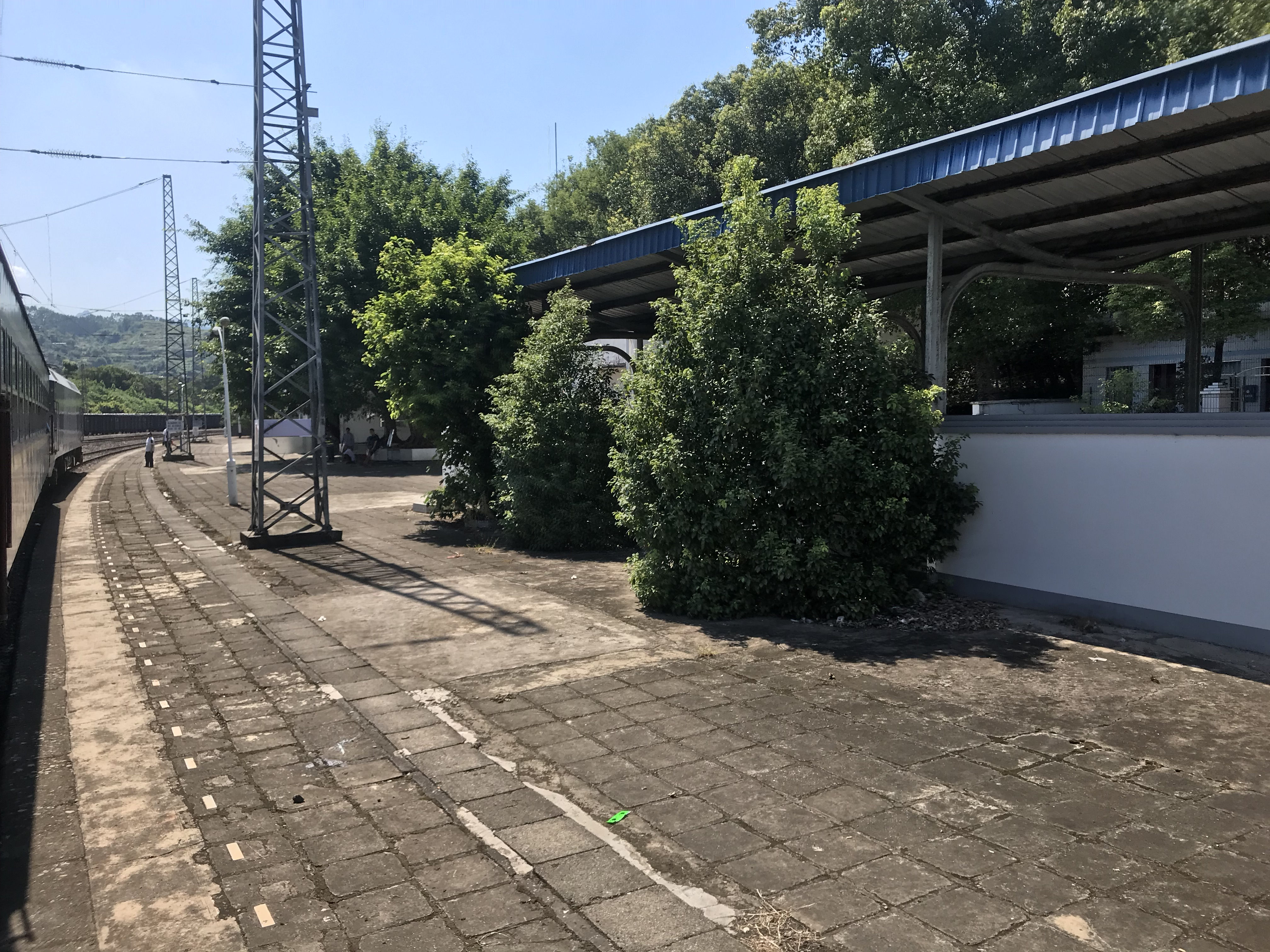
站台
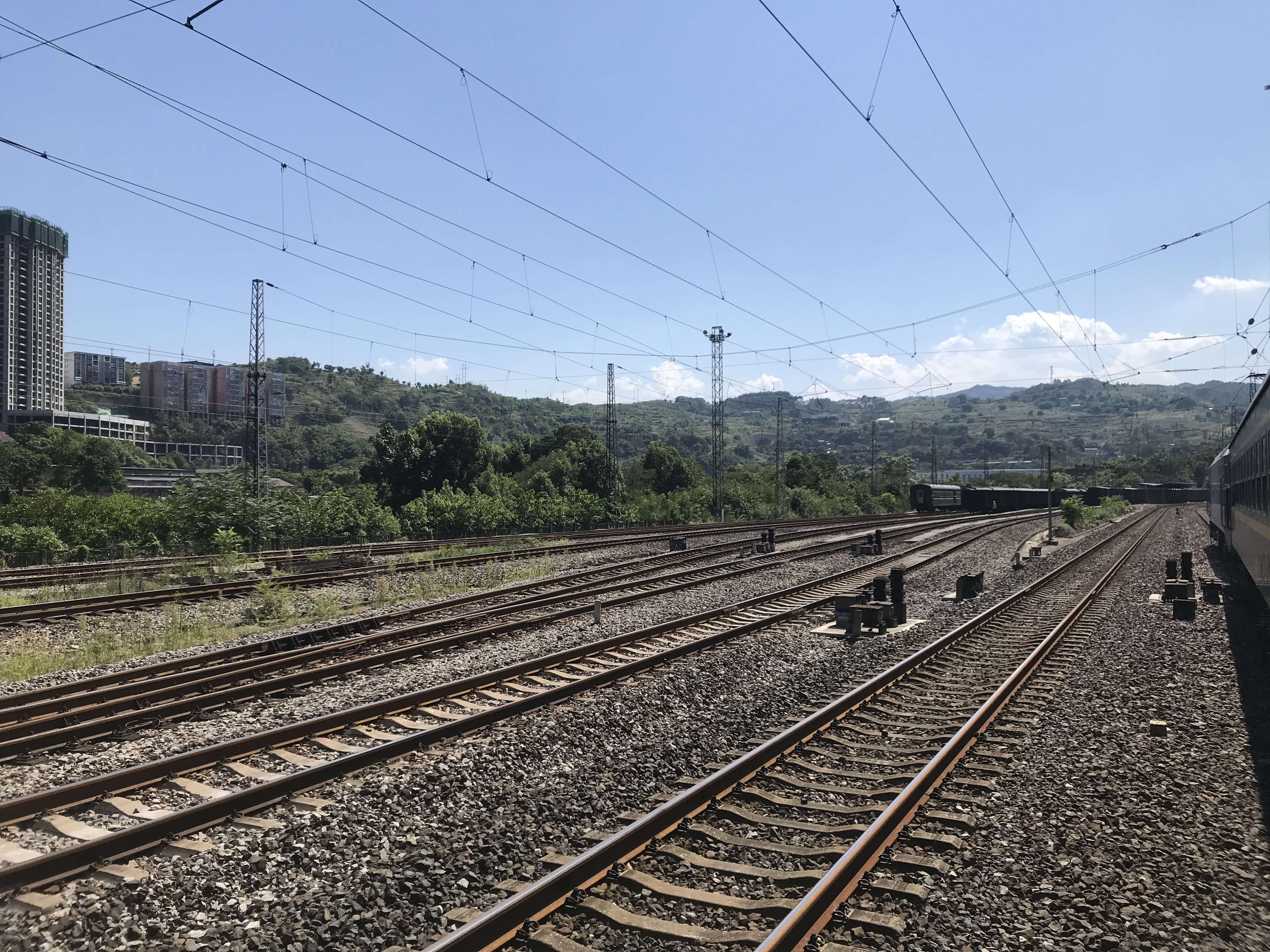
站场
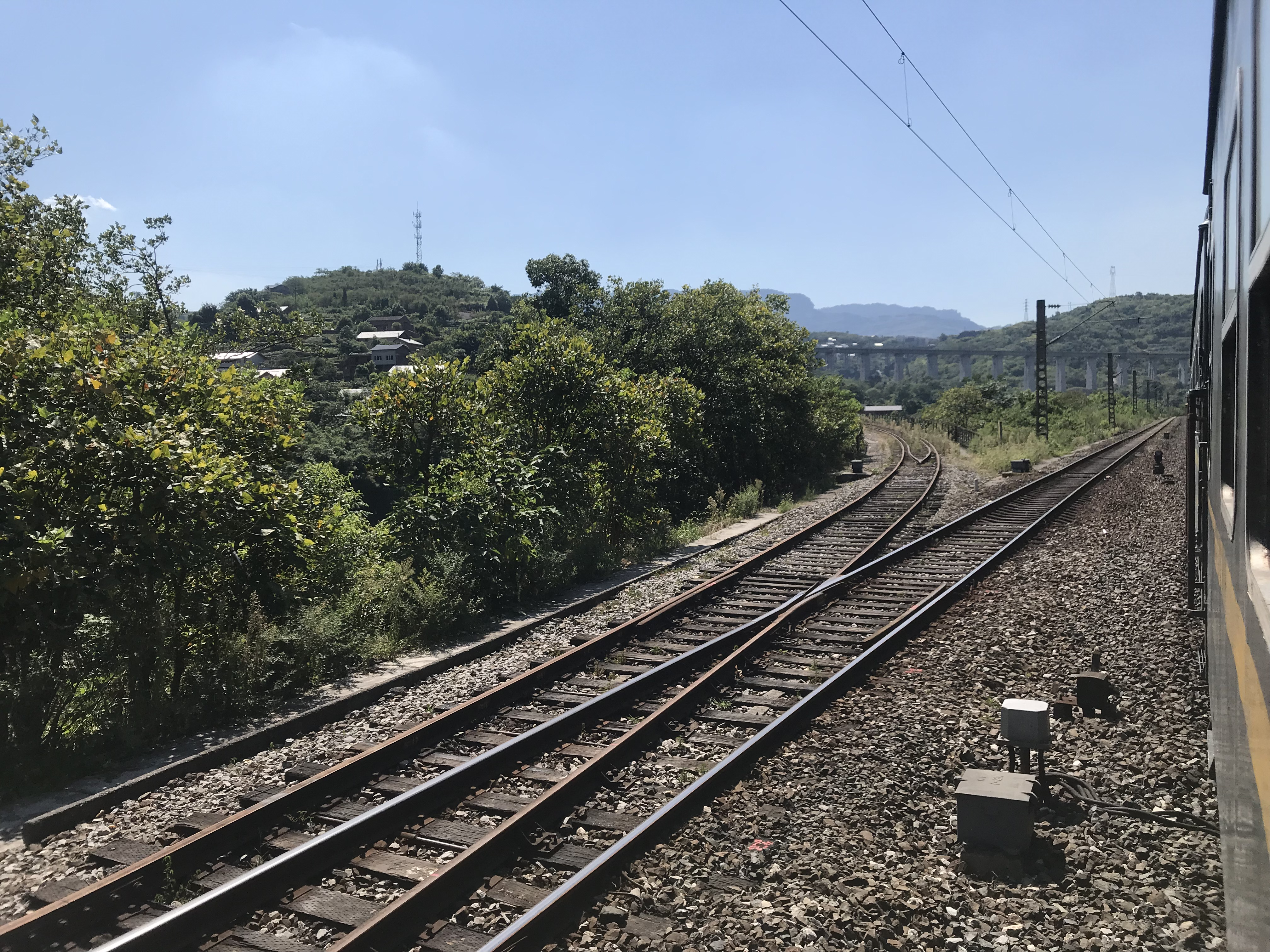
上行咽喉的专用线
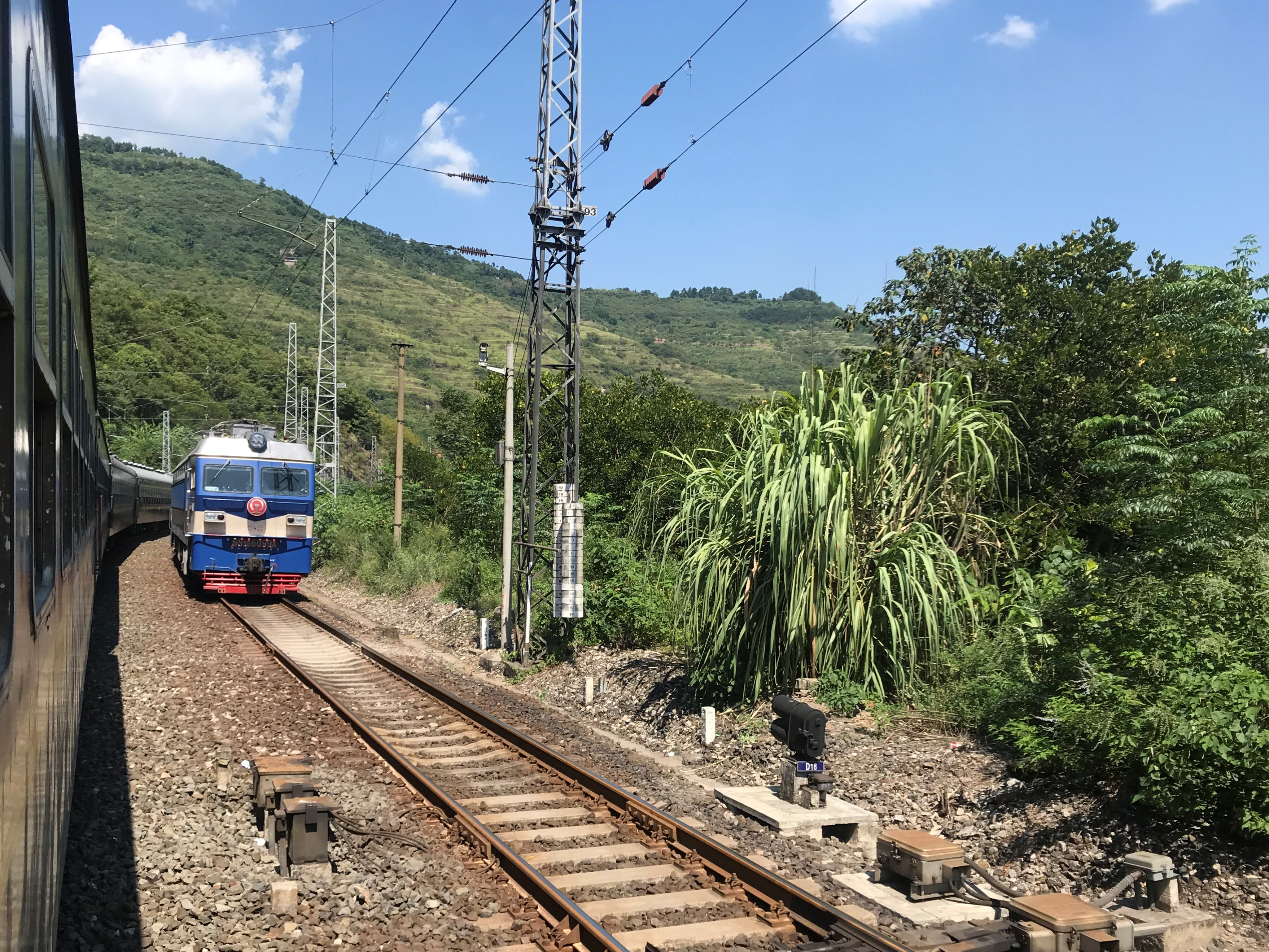
韶山3B型电力机车牵引货列于站内